# Amphoe Sak Lek
Amphoe Sak Lek (Thai: อำเภอ สากเหล็ก) ist ein Landkreis (Amphoe – Verwaltungs-Distrikt) im Nordosten der Provinz Phichit. Die Provinz Phichit liegt im südlichen Teil der Nordregion von Thailand.

## Geographie
Benachbarte Landkreise (von Süden im Uhrzeigersinn): die Amphoe Wang Sai Phun und Mueang Phichit der Provinz Phichit, sowie Bang Krathum, Wang Thong und Noen Maprang der Provinz Phitsanulok.

## Geschichte
Sak Lek wurde am 1. April 1995 zunächst als „Zweigkreis“ (King Amphoe) eingerichtet, indem die drei Tambon Sak Lek, Tha Yiam, und Khlong Sai  von Mueang Phichit abgespalten wurden.
Am 15. Mai 2007 hat die thailändische Regierung beschlossen, alle 81 Unterbezirke in den „normalen“ Amphoe-Status zu erheben, um die Verwaltung zu vereinfachen.
Mit der Veröffentlichung in der Royal Gazette vom 24. August 2007 trat dieser Beschluss offiziell in Kraft.

## Verwaltung

### Provinzverwaltung
Der Landkreis Sak Lek ist in fünf Tambon („Unterbezirke“ oder „Gemeinden“) eingeteilt, die sich weiter in 40 Muban („Dörfer“) unterteilen.
| Nr. | Name          | Thai       | Muban | Einw.  |
| --- | ------------- | ---------- | ----- | ------ |
| 01. | Sak Lek       | สากเหล็ก    | 15    | 13.006 |
| 02. | Tha Yiam      | ท่าเยี่ยม     | 06    | 02.975 |
| 03. | Khlong Sai    | คลองทราย   | 06    | 02.518 |
| 04. | Nong Ya Sai   | หนองหญ้าไทร | 06    | 02.276 |
| 05. | Wang Thap Sai | วังทับไทร    | 07    | 02.998 |

### Lokalverwaltung
Es gibt eine Kommune mit „Kleinstadt“-Status (Thesaban Tambon) im Landkreis:
- Sak Lek (Thai: เทศบาลตำบลสากเหล็ก) bestehend aus Teilen des Tambon Sak Lek.

Außerdem gibt es fünf „Tambon-Verwaltungsorganisationen“ (องค์การบริหารส่วนตำบล – Tambon Administrative Organizations, TAO)
- Sak Lek (Thai: องค์การบริหารส่วนตำบลสากเหล็ก) bestehend aus Teilen des Tambon Sak Lek.
- Tha Yiam (Thai: องค์การบริหารส่วนตำบลท่าเยี่ยม) bestehend aus dem kompletten Tambon Tha Yiam.
- Khlong Sai (Thai: องค์การบริหารส่วนตำบลคลองทราย) bestehend aus dem kompletten Tambon Khlong Sai.
- Nong Ya Sai (Thai: องค์การบริหารส่วนตำบลหนองหญ้าไทร) bestehend aus dem kompletten Tambon Nong Ya Sai.
- Wang Thap Sai (Thai: องค์การบริหารส่วนตำบลวังทับไทร) bestehend aus dem kompletten Tambon Wang Thap Sai.